# N-01A
docomo PRIME series N-01A（ドコモ プライム シリーズ エヌ ゼロ いち エー）は、日本電気（NEC）によって開発された、NTTドコモの第三世代携帯電話（FOMA）端末である。docomo PRIME seriesの端末。

## 概要
2008年冬モデルから始まったプライムシリーズの、フルスペック端末であり、N906iの後継機となる機種。デザインは、N906iから大きく変わり、「3Wayスタイル」という全く新しい形状となった。この「3Wayスタイル」とは、ディスプレイの回転とサイクロイドを併せ持った機構により、液晶画面が2段階に回転するという仕組みで、フル画面スライド型のような「タッチスタイル」、横画面となる「シェアスタイル」、通話時やメール時に適した「コミュニケーション」スタイルの3つの形を選べる。
メインディスプレイはN906iよりも大きくなった3.2インチフルワイドVGA液晶で、NEC端末初となるタッチパネルにより、閉じた状態である「タッチスタイル」で文字入力以外のほぼすべての操作を画面にタッチする事で行える。また、ニューロポインターも搭載しており、ほぼ同機能といえるN-02Aよりも操作性で勝る。
このほか、30fpsワンセグ表示やBluetooth、下り7.2MbpsのFOMAハイスピード、「SRS TruMedia」などの機能を新たに搭載し、8GBまでのmicroSDHCカードにも対応している。サービス面では、ドコモが同時発表した新サービスである、iコンシェル、iウィジェット、iアプリオンラインの全てに対応している。
なお、microSDHCメモリーカードについては、公式には8GBまでのカードに対応しているが、16GBカードの認識も確認されている。 
| 主な対応サービス                   | 主な対応サービス                                                      | 主な対応サービス                       | 主な対応サービス                                     |
| ---------------------------------- | --------------------------------------------------------------------- | -------------------------------------- | ---------------------------------------------------- |
| タッチパネル                       | FOMAハイスピード7.2Mbps                                               | Bluetooth                              | DCMX／おサイフケータイ                               |
| iアプリオンライン／地図アプリ      | 直感ゲーム／メガiアプリ                                               | iウィジェット                          | マチキャラ／iコンシェル                              |
| ホームU／ポケットU                 | GPS／ケータイお探し                                                   | デコメール／デコメ絵文字／デコメアニメ | iチャネル                                            |
| 着もじ／プッシュトーク             | テレビ電話／キャラ電                                                  | 電話帳お預かりサービス                 | フルブラウザ                                         |
| おまかせロック／バイオ認証         | 外部メモリーへのiモードコンテンツ移行／ユーザーデータ一括バックアップ | トルカ                                 | iC通信／iCお引越しサービス                           |
| きせかえツール／ダイレクトメニュー | バーコードリーダ／名刺リーダ                                          | 2in1                                   | エリアメール／ソフトウェアーアップデート自動更新     |
| GSM／3Gローミング（WORLD WING）    | 着うたフル／うた・ホーダイ                                            | Music&Videoチャネル／ビデオクリップ    | デジタルオーディオプレーヤー(WMA)(AAC)(SDオーディオ) |

### ワンセグ機能
- 字幕放送
- クイックインフォ&スタイルチェンジ
- Gガイド番組表リモコンからの録画予約
- タイムシフト再生
- 倍速再生
- フレームレート30fps化

## 歴史
- 2008年9月3日 - 技術基準適合証明（Bluetooth）通過。
- 2008年9月4日 - 連邦通信委員会（FCC）通過。
- 2008年9月12日 - 技術基準適合証明（TELEC）通過。
- 2008年9月24日 - 電気通信端末機器審査協会（JATE）通過。
- 2008年11月5日 - F-01A・F-02A・F-03A・F-04A・N-01A・N-02A・N-03A・N-04A・P-01A・P-02A・P-03A・P-04A・P-05A・SH-01A・SH-02A・SH-03A・SH-04A・L-01A・HT-01A・HT-02A・Nokia E71・BlackBerry Boldの開発を発表。
- 2008年11月21日 - 発売開始。

## 不具合
- 2008年12月16日に以下の不具合の修正がソフトウェアの更新でなされた。
  - メインメニュー表示中に、上下キーを押すタイミングによってボタン操作ができなくなる場合がある。
  - アラームの編集時に特定の操作を行うと端末が再起動することがある。
  - 電話帳登録している固定電話番号からの着信通知SMSを受信すると、電話帳登録している名前ではなく、電話番号で表示されてしまう。

- 2009年2月24日に以下の不具合の修正がソフトウェアの更新でなされた。
  - 送受信BOXフォルダ内のメールを開こうとすると、待受画面に戻ることがある。
  - 一度も設定していないマチキャラが設定できなくなる場合がある。
  - タッチスタイル時に表示されるタッチパレットの「Bluetoothを選択すると、他の機能が起動する場合がある。

- 2009年9月15日に以下の不具合の修正がソフトウェアの更新でなされた。
  - 特定操作により着信音が鳴らなくなる場合がある。
  - キャッチホンを受けるタイミングによって、端末がフリーズする場合がある。
  - 通話終了後に着信イルミネーションが点滅したままになる場合がある。

- 2010年7月13日に以下の不具合の修正がソフトウェアの更新でなされた。
  - 地図アプリを終了し、待ち受け画面に戻っても、GPS測位動作中アイコンが消えない場合がある。

- 2011年3月9日に以下の不具合の修正がソフトウェアの更新でなされた。
  - iモード通信時、画像ファイルのアップロードができない場合がある。

情報源：